# Arquata del Tronto
Arquata del Tronto là một đô thị tại tỉnh Ascoli Piceno ở vùng Marche, Ý. Arquata del Tronto có
cự ly khoảng 100 km về phía nam Ancona và khoảng 25 km về phía tây bắc Ascoli Piceno. Đô thị này tọa lạc ở công viên tự nhiên có tên vườn quốc gia Gran Sasso e Monti della Laga.
Đô thị này có diện tích 92,6 km2, dân số là 1361 người (thời điểm 2008)